# Gennadij Krjutjkin
Gennadij Vladimirovitj Krjutjkin (ryska: Геннадий Владимирович Крючкин), född den 22 oktober 1958 i Vjazjitjki i dåvarande Ryska SFSR, är en före detta sovjetisk roddare.
Han tog OS-silver i tvåa med styrman i samband med de olympiska roddtävlingarna 1980 i Moskva.